# Ti lascio una canzone (prima edizione)
La prima edizione del talent show musicale Ti lascio una canzone è andata in onda in prima serata su Rai 1 dal 5 aprile al 3 maggio 2008 con la conduzione di Antonella Clerici, affiancata dai giurati Claudio Cecchetto e Barbara De Rossi.

## Cast di giovani interpreti
| Interprete          | Età     | Provenienza               |
| ------------------- | ------- | ------------------------- |
| Teresa Chironna     | 10 anni | Altamura (BA)             |
| Vincenzo Civita*    | 10 anni | Andria (BT)               |
| Simona Collura      | 11 anni | Favara (AG)               |
| Pasquale Greco      | 11 anni | Locorotondo (BA)          |
| Ernesto Schinella*  | 11 anni | Chiaravalle Centrale (CZ) |
| Maria Luce Gamboni* | 12 anni | Pesaro                    |
| Giuliana Danzé      | 13 anni | Benevento                 |
| Giulia D'Andrea     | 13 anni | Roma                      |
| Andrea Faustini     | 13 anni | Roma                      |
| Caterina Frola*     | 13 anni | Rocchetta Tanaro (AT)     |
| Nicole Morigi       | 13 anni | Cervia (RA)               |
| Laura Adriani       | 14 anni | Roma                      |
| Beatrice Belvisi    | 14 anni | Roma                      |
| Milena Scano        | 14 anni | Decimomannu (CA)          |
| Gabriele Tufi       | 14 anni | Roma                      |
| Luigi Dragone       | 15 anni | Monopoli (BA)             |
| Giovanna Ferrara    | 15 anni | Villaricca (Napoli)       |
| Ilaria Mongiovì     | 15 anni | Casteltermini (AG)        |
| Manuela Rinaldi     | 15 anni | Magliano di Tenna (FM)    |
| Serena Rizzetto     | 15 anni | Sacile (PN)               |
| Stefano Colazzo     | 16 anni | Galatina (LE)             |
| Daniele Coletta     | 16 anni | Roma                      |

*partecipanti allo Zecchino d'Oro.

## Ascolti
| Puntata    | Messa in onda  | Ospiti                                                                   | Telespettatori | Share  |
| ---------- | -------------- | ------------------------------------------------------------------------ | -------------- | ------ |
| 1          | 5 aprile 2008  | Liza Minnelli, Anna Tatangelo, Michele Zarrillo                          | 4 147 000      | 21,61% |
| 2          | 12 aprile 2008 | Paul Anka, Gigi D'Alessio, Fausto Leali                                  | 4 824 000      | 24,12% |
| 3          | 19 aprile 2008 | Dionne Warwick, Ron, Ivana Spagna                                        | 4 647 000      | 24,17% |
| Semifinale | 26 aprile 2008 | Gino Paoli, Ornella Vanoni, Lucio Dalla, Massimo Ranieri                 | 5 643 000      | 30,46% |
| Finale     | 3 maggio 2008  | Al Bano, Annalisa Minetti, Luca Barbarossa, Sal da Vinci, Jacopo Menconi | 5 762 000      | 32,84% |

## Canzoni finaliste
| Puntata | Brano               | Interprete              |
| ------- | ------------------- | ----------------------- |
| 1       | Caruso              | Simona Collura          |
| 2       | Perdere l'amore     | Gabriele Tufi           |
| 3       | Cu'mme              | Simona Collura          |
| 4       | Il mio canto libero | Intero cast dei ragazzi |

- In grassetto la canzone vincitrice

## Premio della giuria di qualità
- Prima puntata: Le mille bolle blu - Caterina Frola
- Seconda puntata: Volami nel cuore - Giuliana Danzè
- Terza puntata: E penso a te - Andrea Faustini

## Curiosità
- Ernesto Schinella ha preso parte come concorrente allo Zecchino d'Oro e come co-conduttore al programma Volami nel cuore
- Vincenzo Civita, Maria Luce Gamboni e  Caterina Frola  hanno partecipato come concorrenti allo Zecchino d'Oro
- Giuliana Danzè ha partecipato in seguito come concorrente a The Voice of Italy e ad All Together Now
- Laura Adriani è diventata una famosa attrice (Che Dio ci aiuti) ed altre fiction di successo.
- Gabriele Tufi in seguito partecipa come concorrente ad Amici di Maria De Filippi.
- Andrea Faustini è stato concorrente anche a X Factor.
- Ilaria Mongiovì ha preso parte alla tredicesima edizione di Tale e quale show.